# Juan Arvizu
Juan Nepomuceno Arvizu Santelices (Querétaro, 22 de mayo de 1900-Ciudad de México, 19 de noviembre de 1985) fue un cantante mexicano bautizado como «El Tenor de la Voz de Seda». Es reconocido como uno de los principales tenores líricos mexicanos de su época que cantó las composiciones de Agustín Lara y María Grever.

## Primeros años de vida
Nació en el hogar de Pedro Arvizu y Trinidad Santelices. Hacia 1922 viajó a la capital mexicana donde ingresó al Conservatorio Nacional de Música para estudiar solfeo y armonía bajo la dirección del maestro José Pierson. Hizo su debut en 1924 en el Teatro Esperanza Iris, en compañía de Consuelo Escobar y Ángeles Ottein. Dos años después hizo sus primeras incursiones discográficas para el sello Brunswick con las canciones «Varita de nardo» y «Ventanita morada» de Joaquín Pardavé.

## Inicios artísticos
Juan Arvizu comenzó a cantar en el Orfeón Infantil que dirigía Antonio González, en Querétaro.
Mientras ayudaba a su padre en el menester de telegrafista, Arvizu se dedicaba en sus tiempos libres al estudio del canto, especialmente solfeo y armonía, en el Conservatorio Nacional de Música. Sus dotes artísticas llamaron la atención de varios directores de música, entre ellos el maestro José Pierson, quien impulsaría su carrera. Juan Arvizu, como otros cantantes de la época, comenzó a cantar en las óperas. Arvizu debutó con la compañía de ópera Pierson, compartiendo escenarios con la famosa soprano española Ángeles Ottein.
Su primera actuación se produjo en el Teatro Iris, con la opera llamada La sonámbula de Vincenzo Bellini. Pepe Cantillo ―quien dirigía una de las más célebres revistas de México― incluyó a Juan Arvizu en su elenco.
Sus apoteósicas actuaciones en el teatro Lírico llamaron la atención de la industria fonográfica. En aquel entonces la música popular se abría campo. Artistas operáticos, tales como Margarita Cueto, Pedro Vargas, Juan Pulido, Carlos Mejía, José Mojica, Carlos Almenar Otero, Alfredo Sadel, Tito Schipa, entre otros, incursionaron en el mundo farandulero con gran éxito. Juan Arvizu no fue la excepción, prensando su voz con el sello discográfico Brunswick en 1928. Su primera obra, Varita de nardo, del maestro Joaquín Pardave, causó una grata sensación en el público. La RCA Victor lo incluyó en su exquisita nómina comenzando así una de las carreras más prolíficas de la música popular. El compositor Jorge del Moral le confió una de sus obras, Por unos ojos. La versatilidad de su voz y sus cualidades musicales le generó el apodo de «El Tenor de la Voz de Seda». A partir de ese momento, Arvizu solo conoció el éxito.

## El éxito
Debido a su popularidad, en 1930, la emisora XEW invitó a Juan Arvizu a inaugurar su primera transmisión radial. No sería esta la única vez que el Tenor de la Voz de Seda tuviera semejante reconocimiento.  Arvizu tendría el honor de inaugurar otras emisoras de renombre; por ejemplo, en 1935, la LR1, Radio el Mundo de Buenos Aires, y en 1942, la Cadena de las Américas de la Columbia Broadcasting con Alfredo Antonini - director de Pan American Orquesta y Elsa Miranda (vocalista puertorriqueña) y Terig Tucci (compositor argentino) y John Serry Sr. -acordionista norteamericano.
En 1945, sus actuaciones en la red de la CBS fueron escuchadas por audiencias de veinte países latinoamericanos. Sus actuaciones también fueron transmitidas en la Red de Radio de las Fuerzas Armadas a miembros de las Fuerzas Armadas de los Estados Unidos en Europa. Sus actuaciones con la Orquesta Panamericana de la CBS también fueron notables por ayudar a introducir la música latinoamericana y el bolero mexicano a grandes audiencias en los Estados Unidos durante la década de 1940. Pero uno de los mayores logros de Juan Arvizu fue el de descubrir a unos de los más grandes compositores de México, Agustín Lara.

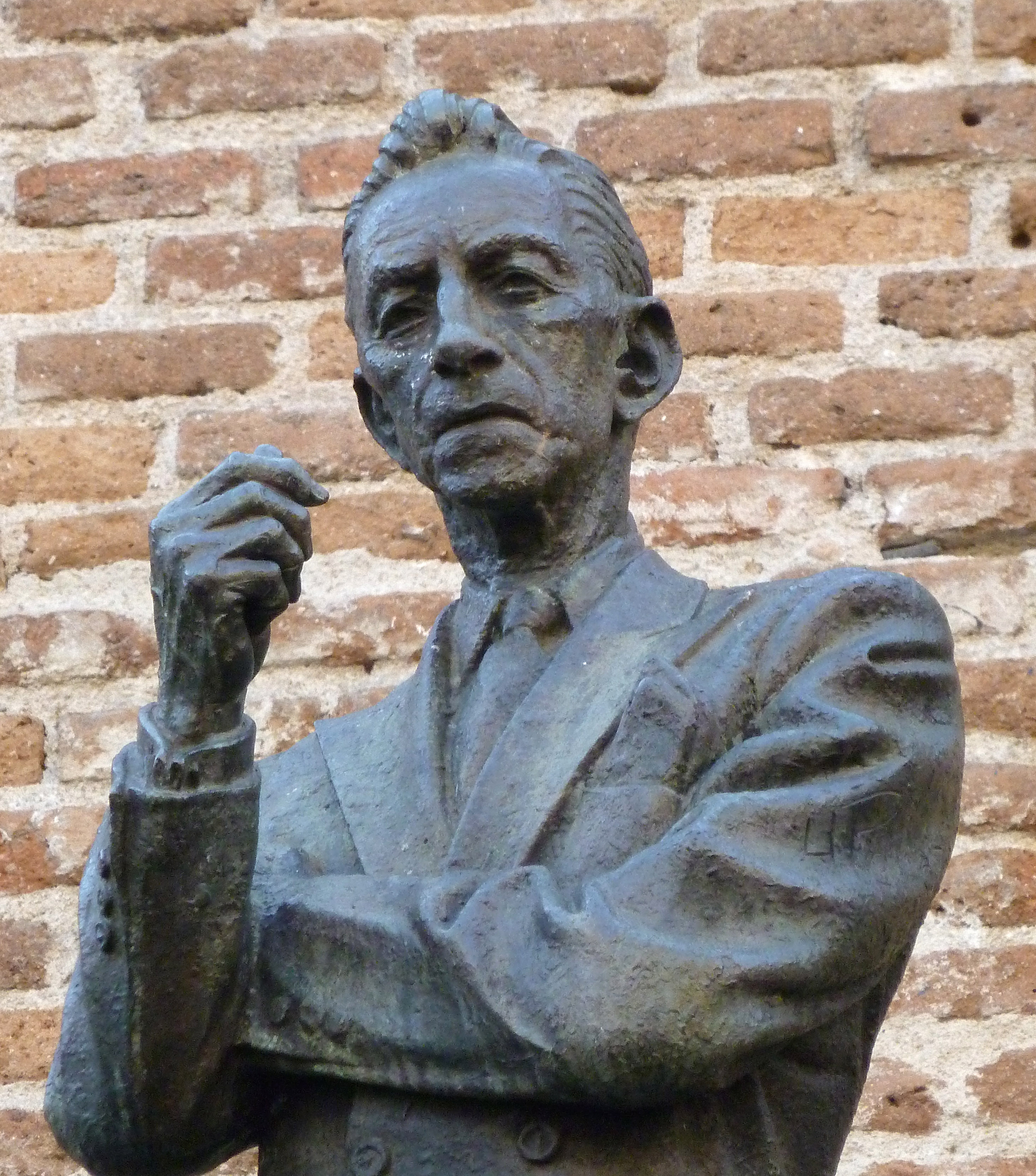
Agustín Lara (H. Peraza) Madrid 02

Durante las décadas de los veinte y treinta, el tango era muy popular en México. Arvizu estrenó muchas de esas canciones en la revista musical de Pepe Cantillo. En una de esas actuaciones, el célebre cantante contrató, para que lo acompañara, a un desconocido y bohemio pianista que trabajaba en el mundano Café Salambo. Aquel pianista, con sus canciones arrabaleras, sensuales y sentimentales, conmovió al ya famoso Arvizu, quién, virtualmente, lo lanzó a la fama. Aquel personaje fue Agustín Lara el autor, entre otros temas, de María Bonita y Madrid. Las obras de este compositor, que inmortalizó Arivizu, fueron Santa, Granada, Cuando vuelvas, Tus pupilas, Enamorada, Aventurera, Concha Nácar, entre otras. Al inicio Agustín Lara era tanguista, pero sus obras carecían del acompañamiento suntoso de las orquestas tangueras así que sus obras se clasificaban dentro del género de «canción criolla». Las actuaciones del dúo Lara-Arvizu en la XEW fueron casi míticas. El estilo musical de Lara fue una reacción contra la invasión del tango argentino.
La fama de Juan Arvizu ya había traspasado fronteras. En 1935, el cantante realizó su primera gira internacional. En Buenos Aires inauguró Radio el Mundo. Pero su estadía en Argentina que estaba programada solamente por dos meses se extendió por año y medio. Fue una temporada triunfal para Juan Arvizu. Esta gesta se repetiría luego cuando terminó su contrato en Nueva York con la RCA Victor.
Para Juan Arvizu el mejor año de su carrera fue en 1944. Solamente en Argentina, el cantante llegó a percibir 60.000 dólares libres. El público se volcaba a los escenarios, grilles y confiterías donde Arvizu actuaba.
De igual manera fueron notables sus éxitos ante el público colombiano, principalmente de la ciudad de Medellín, entre los años 30s y 60s donde fueron constantes sus presentaciones en La Voz de Antioquia junto a su compatriota Margarita Cueto.

## El cine
El séptimo arte también contó con la presencia de Juan Arvizu. Participó en las películas Santa y Reír llorando, fueron producidas en México. En Cuba, Arvizu protagonizó la película más importante de su carrera: Ahora seremos felices con la escultural y carismática artista puertorriqueña Mapy Cortés. En 1939, Arvizu ya estaba en el cenit de la fama. Aunque el argumento de la película era sencillo, la cinta alcanzó ventas fabulosas. Arvizu cantó boleros del maestro Rafael Hernández tales como «Quiero decirte», «Las palomitas», «Purísima» y «Ahora seremos felices». En 1940 cantó en la película Infidelidad con el actor Jorge Vélez. En la década de 1950 cantó en películas biográficas sobre la compositora María Grever incluyendo: Cuando me vaya, que obtuvo dos Premio Ariel (1954), y O Grande Amor De María Grever Leg 1954.

## Discografía
Juan Arvizu fue uno de los cantantes que más ha grabado en la historia de la música latina. Él estrenó obras de los más notables compositores latinos, entre ellos el argentino Mario Clavell, el puertorriqueño Rafael Hernández Marín, el chileno Donato Roman Heitman, el panameño Enrique Fábrega, los colombianos Carlos Vieco y Augusto Duque Bernal, y los mexicanos Agustín Lara, Gonzalo Curiel y Gabriel Ruiz Galindo.
Arvizu cantó a dúo con famosos artistas. Grabó con Margarita Cueto varias canciones que fueron famosas tales como «Taboga», «Más vale tarde que nunca», «Bajo el Palmar», «Panamá», «Desesperación» y muchas otras. Con Juan Pulido grabó «El último beso» y con Alfonso Ortiz Tirado, «Negra linda». Arvizu también fue acompañado por las orquestas de más renombre en la época tales como la Marimba Panamericana, la Orquesta de Chucho Zarzosa, la Orquesta de Vieri Fidanzani, la Orquesta de Francisco Lomuto, la Orquesta de E. Vigil y Robles, la Orquesta de Juan S. Garrido y muchas otras.

## Filmografía
- O Grande Amor De María Grever 1954 Leg - Juan Arvizu - Cantante en película biográfica (1954)[32]

- Cuando Me vaya - Juan Arvizu cantante (1954)[33][34]

- Infidelidad - Juan Arvizu - Cantante (1940)[23][35]

- Ahora Seremos Felices - Juan Arvizu - como Julio Acosta (1938)[36][34]

## «Serpentina doble»
Entre tantos temas recordados, hay uno actualmente poco conocido, pero que es conmovedor: «Serpentina doble», que habla de un chiquillo que vendía en las calles esas tiras coloridas de papel, que después de sufrir un accidente ocasionado por el vehículo conducido por un pierrot, muere en un hospital justo cuando el carnaval también moría. (Quien esto escribe, era un niño muy pequeño cuando escuchaba cantar a su padre en el hogar provinciano, aquel bello tema. Quizás la nostalgia sumada a la sencillez de su letra y música lo han convertido en algo valioso y familiar.).